# Aino Taube

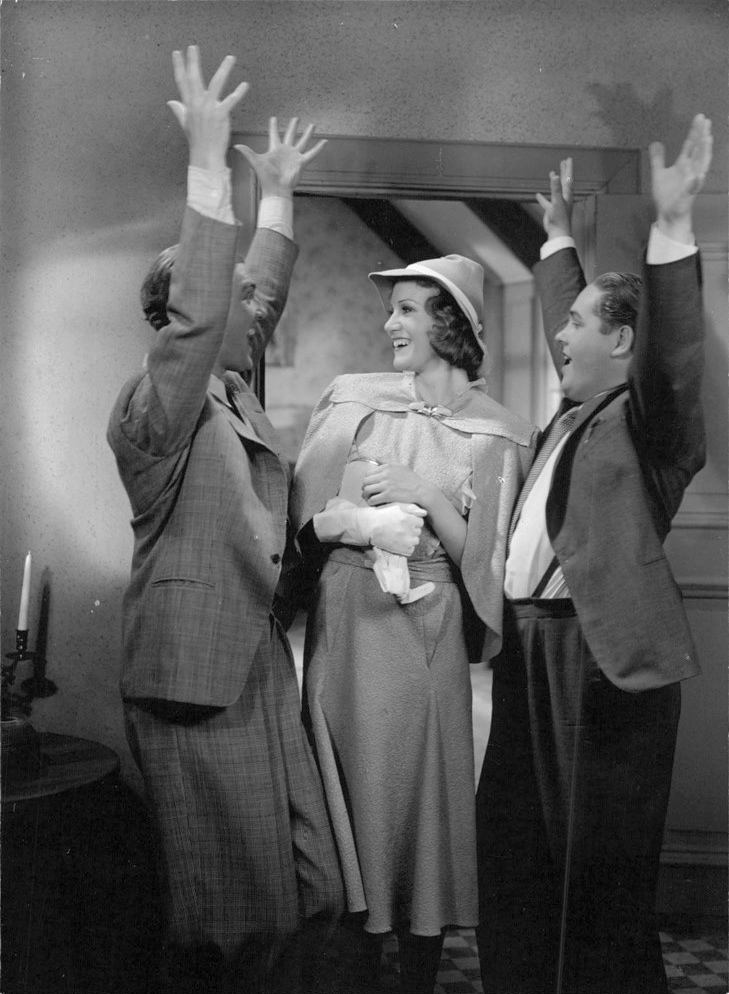
Fram för framgång (1938) med Åke Ohberg, Aino Taube och Jussi Björling.

Aino Regina Taube, folkbokförd Henrikson (efter vigseln 1940), född 11 juli 1912 i Espergærde i Danmark, död 3 juni 1990 i Stockholm, var en svensk skådespelare. Hon var engagerad vid filmen i Sverige under 1930- och 40-talen och efter 1955. Hon var 1955–1984 engagerad vid Dramaten.

## Biografi

### Uppväxt, tidig karriär
Aino Taube föddes 1912 i Espergærde i Danmark. Hon var dotter till skådespelaren Mathias Taube och hans maka journalisten Ella Ekman-Hansen. Aino Taubes morfar Peter Hansen var författare och under ett antal år även konstnärlig ledare vid Det Kongelige Teater i Köpenhamn. Hennes farfar Axel Taube, tulltjänsteman och körledare, var farbror till visdiktaren Evert Taube.
Aino Taube växte upp i Köpenhamn och i Stockholm, där hon gick i Annaskolan. Aino Taube utbildade sig vid Dramatens elevskola åren 1930–1932. Hon scendebuterade 1931 på Skansenteatern i rollen som Elisabeth Westling i Selma Lagerlöfs Dunungen.

### Scen- och sångkarriär
Aino Taube filmdebuterade 1931 i Ivar Johanssons komedi Skepparkärlek. Hon var filmstjärna i ingeny-facket under 1930-talet, för att sedan utvecklas till att bli en respekterad dramatisk aktris inom film, teater och TV från 1940-talet och framåt. Aino Taube sjöng även in ett antal tidiga filmschlagers. 
Aino Taube kom att göra 35 filmroller. Däribland kan nämnas Fridolf i lejonkulan, 1933, Sången om den eldröda blomman, 1934, Kvartetten som sprängdes, 1936, Sara lär sig folkvett, 1937, Laila, 1937, Konflikt, 1937, Fram för framgång, 1938, Gubben kommer, 1939, Sjöcharmörer, 1939, Med livet som insats, 1940, Kvinnors väntan, 1952 och För min heta ungdoms skull, 1952. Under i stort sett hela sin filmkarriär spelade Aino Taube nästan uteslutande större roller eller huvudroller. Som manliga motspelare hade hon vid flera tillfällen Åke Ohberg och Edvin Adolphson, men främst sin make Anders Henrikson. Han regisserade henne också i några av hennes mest framgångsrika filmroller, som i Alle man på post 1940, Livet går vidare, 1941, Tåg 56, 1943, och titelrollen i Åsa-Hanna, 1946. Aino Taube samarbetade även med filmregissörer som Gustaf Molander, Gustaf Edgren, Per-Axel Branner, Schamyl Bauman och Alf Sjöberg.
Åren 1958–1959 ingick Aino Taube i TV-teaterns första fasta ensemble. Hon kom även att medverka i TV-serier som Ingmar Bergmans Ansikte mot ansikte, 1976, Håkan Ersgårds Hedebyborna, 1978–1980, baserad på Sven Delblancs romansvit, Per Sjöstrands Mor gifter sig, 1979, baserad på Moa Martinsons självbiografiska roman, och TV-filmen Sommarön, 1979, baserad på Tove Janssons roman Sommarboken.
Aino Taube turnerade med John W. Brunius, Hjalmar Lundholm och Riksteatern. Bland hennes många övriga engagemang märks de vid Blancheteatern 1935, där hon till exempel medverkade i revyer av Kar de Mumma, Skansenteatern, 1936, Vasateatern från slutet av 1930-talet till tidigt 1950-tal, samt Malmö Stadsteater 1953–1954. Efter detta gästspelade hon på Dramaten 1954, och var från 1955 fast engagerad där fram till 1984. Bland hennes många framgångsrika insatser där märks Arsinoë i Misantropen, 1955, modern i Pirandellos Sex roller söker en författare, 1957, körledarinnan i Trojanskorna, 1960, Tora i Kattorna, 1961, Polina i Tjechovs Måsen, 1961, Gunhild Borkman i John Gabriel Borkman, 1976 och Katarina Stenbock i Erik XIV, 1977.
Aino Taube avled i Stockholm 1990.

### Privat
Aino Taube var från 1940 gift med skådespelaren och filmregissören Anders Henrikson fram till hans död 1965. Hon var mor till skådespelarna Mathias Henrikson (1940–2005) och Ella Henrikson (1941–1972) – dottern medverkade i Morianerna 1965 och spelade på Dramaten i Mäster Olof 1972 –  samt till Thomas Henrikson (född 1942).
Taube är begravd på Norra begravningsplatsen i Stockholm.

## Eftermäle
Aino Taube hann under sina dryga 50 år på svensk scen och filmduk gestalta nästan alla slags kvinnoporträtt, från pigga och rosiga 1930-talshjältinnor till 1940-talets moderna och redbara kvinnor, 1950-talets mödrar och satmorsor till senare års ångestplågade äldre damer samt robusta och kloka far- och mormödrar. Värdiga, vardagliga och trovärdiga porträtt, med små, naturalistiska medel. Hon var kultiverad och stilfull, respektingivande samt utstrålade en känsla av självklarhet. Ett exempel på slitstark och klartänkt kvinnokraft som inte finner sig i något nonsens, och varken reducerades till onyanserade rivjärns- eller menlösa våproller.
Aino Taube var en av våra stora skådespelare, på 1940-talet jämförd med Greta Garbo. Därför kom hon också att förbli en uppskattad, flitigt anlitad och respekterad svensk film- och teateraktris livet igenom.
Genom åren fick Aino Taube motta olika utmärkelser för sin skådespelarkonst, som Skådebanans och SF:s stipendium 1938, Inga Tidbladsstipendiet 1980 och O'Neill-stipendiet 1981.

## Produktioner

### Filmografi i urval
- 1931 – Skepparkärlek
- 1932 – En stulen vals
- 1932 – Studenter i Paris
- 1933 – Augustas lilla felsteg
- 1933 – Fridolf i lejonkulan
- 1934 – Luftens vagabond
- 1934 – Sången om den eldröda blomman
- 1934 – Marodörer
- 1935 – Kanske en gentleman
- 1935 – Valborgsmässoafton
- 1936 – Familjen som var en karusell
- 1936 – Raggen - det är jag det
- 1936 – Kvartetten som sprängdes
- 1937 – Sara lär sig folkvett
- 1937 – Konflikt
- 1937 – Laila
- 1938 – Fram för framgång
- 1938 – Herr Husassistenten
- 1939 – Gubben kommer
- 1939 – En enda natt
- 1939 – Sjöcharmörer
- 1940 – Med livet som insats
- 1940 – Alle man på post
- 1941 – Livet går vidare
- 1943 – Tåg 56
- 1945 – Hans Majestät får vänta
- 1945 – Åsa-Hanna
- 1947 – Nyckeln och ringen
- 1952 – Kvinnors väntan
- 1952 – För min heta ungdoms skull
- 1956 – Sista paret ut
- 1957 – Gäst i eget hus
- 1969 – Fadern
- 1971 – Beröringen
- 1974 – Kvarteret Oron (TV-serie)
- 1976 – Ansikte mot ansikte
- 1976 – Engeln (TV-serie)
- 1978–1980 – Hedebyborna (TV-serie)
- 1979 – Sommarön (TV-film)
- 1979 – Mor gifter sig (TV-serie)
- 1987 – Friends

### TV-teater i urval
- Bestigningen av Fujijama
- 1959 – Porträtt av jägare
- 1959 – En Skugga
- 1959 – Rum för ensam dam
- 1959 – Den skalliga primadonnan

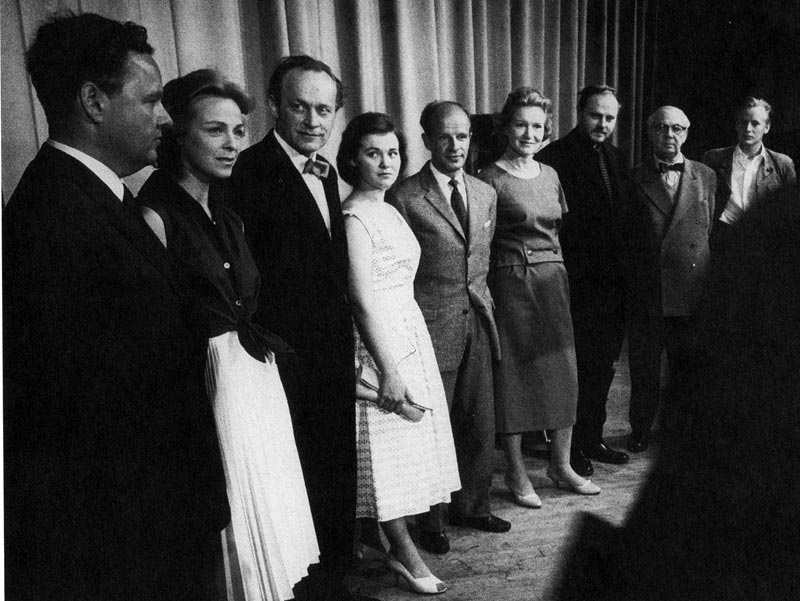
Taube (fjärde från höger) tillsammans med TV-teaterensemblen säsongen 1958/1959.

- 1959 – Det var en annan historia (TV-teater)
- 1958 – Oh, mein Papa
- 1958 – Hemma klockan sju
- 1958 – Skandalskolan
- 1958 – Avsked
- 1958 – Jeppson
- 1958 – Påsk

### Roller (ej komplett)
| År   | Roll                | Produktion                                                            | Regi               | Teater                  |
| ---- | ------------------- | --------------------------------------------------------------------- | ------------------ | ----------------------- |
| 1931 | Elisabeth Westling  | Dunungen Selma Lagerlöf                                               | Gustaf Linden      | Skansenteatern          |
| 1935 | Bibban Jonsson      | Härmed hava vi nöjet, revy Kar de Mumma, Karl-Ewert och Alf Henrikson | Harry Roeck-Hansen | Blancheteatern          |
| 1935 | Fräulein Schimzer   | Gatumusikanter Paul Schurek                                           | Sigurd Magnussøn   | Blancheteatern          |
| 1936 | Regina von Emmeritz | Regina von Emmeritz Zacharias Topelius                                | Ernst Eklund       | Skansens friluftsteater |
| 1937 | Syster Ann          | Doktor Clitterhouse Barré Lyndon                                      | Gösta Ekman        | Vasateatern             |
| 1937 | Nina Popinot        | Ungdomen kommer med åren Seymour Hicks och Ashley Dukes               | Gunnar Tolnæs      | Vasateatern             |
| 1938 | Gertrud             | Stenen vill falla Lars-Levi Læstadius                                 | Sandro Malmquist   | Nya Teatern             |
| 1938 | Karin               | De 2 Thompson Serck Rogers                                            | Martha Lundholm    | Vasateatern             |
| 1940 | Monique Felt        | Eldprovet Henri Kistemaeker                                           | Martha Lundholm    | Vasateatern             |
| 1944 | Sabina              | Det var nära ögat Thornton Wilder                                     | Gunnar Skoglund    | Vasateatern             |
| 1944 | Beatrice Lacy       | Rebecca Daphne du Maurier                                             | Martha Lundholm    | Vasateatern             |
| 1946 | Majken              | Patrasket Hjalmar Bergman                                             | Anders Henriksson  | Vasateatern             |
| 1949 | Valentine           | Inte för er, mina damer Sacha Guitry                                  | Martha Lundholm    | Vasateatern             |
| 1949 | Betty Chumley       | Harvey Mary Chase                                                     | Martha Lundholm    | Vasateatern             |
| 1951 | Valentine           | Inte för er, mina damer Sacha Guitry                                  | Martha Lundholm    | Vasateatern             |
| 1952 | Sadie Thompson      | Regn John Colton och Clemence Randolph                                | Martha Lundholm    | Vasateatern             |
| 1953 | Modern              | Sex roller söka en författare Luigi Pirandello                        | Ingmar Bergman     | Malmö stadsteater       |
| 1961 | Lady Faulconbridge  | Kung John (The Life and Death of King John) William Shakespeare       | Alf Sjöberg        | Dramaten                |
| 1961 | Polina              | Måsen Anton Tjechov                                                   | Ingmar Bergman     | Dramaten                |
| 1962 | Mrs Edda            | Resan (Le voyage) Georges Schehadé                                    | Alf Sjöberg        | Dramaten                |
| 1963 | Överstinnan         | Sagan Hjalmar Bergman                                                 | Ingmar Bergman     | Dramaten                |
| 1964 | Nunnan Pei          | Tre knivar från Wei Harry Martinson                                   | Ingmar Bergman     | Dramaten                |
| 1965 | Bondkvinna I        | Mutter Courage Bertolt Brecht                                         | Alf Sjöberg        | Dramaten                |
| 1970 | Gumman              | Brända tomten August Strindberg                                       | Alf Sjöberg        | Dramaten                |
| 1971 | Mormor              | Sol, vad vill du mig? Birger Norman                                   | Ingvar Kjellson    | Dramaten                |
| 1980 | Martha Boll         | Fysikerna Friedrich Dürrenmatt                                        | Per Sjöstrand      | Dramaten                |